# 도장 (무예)

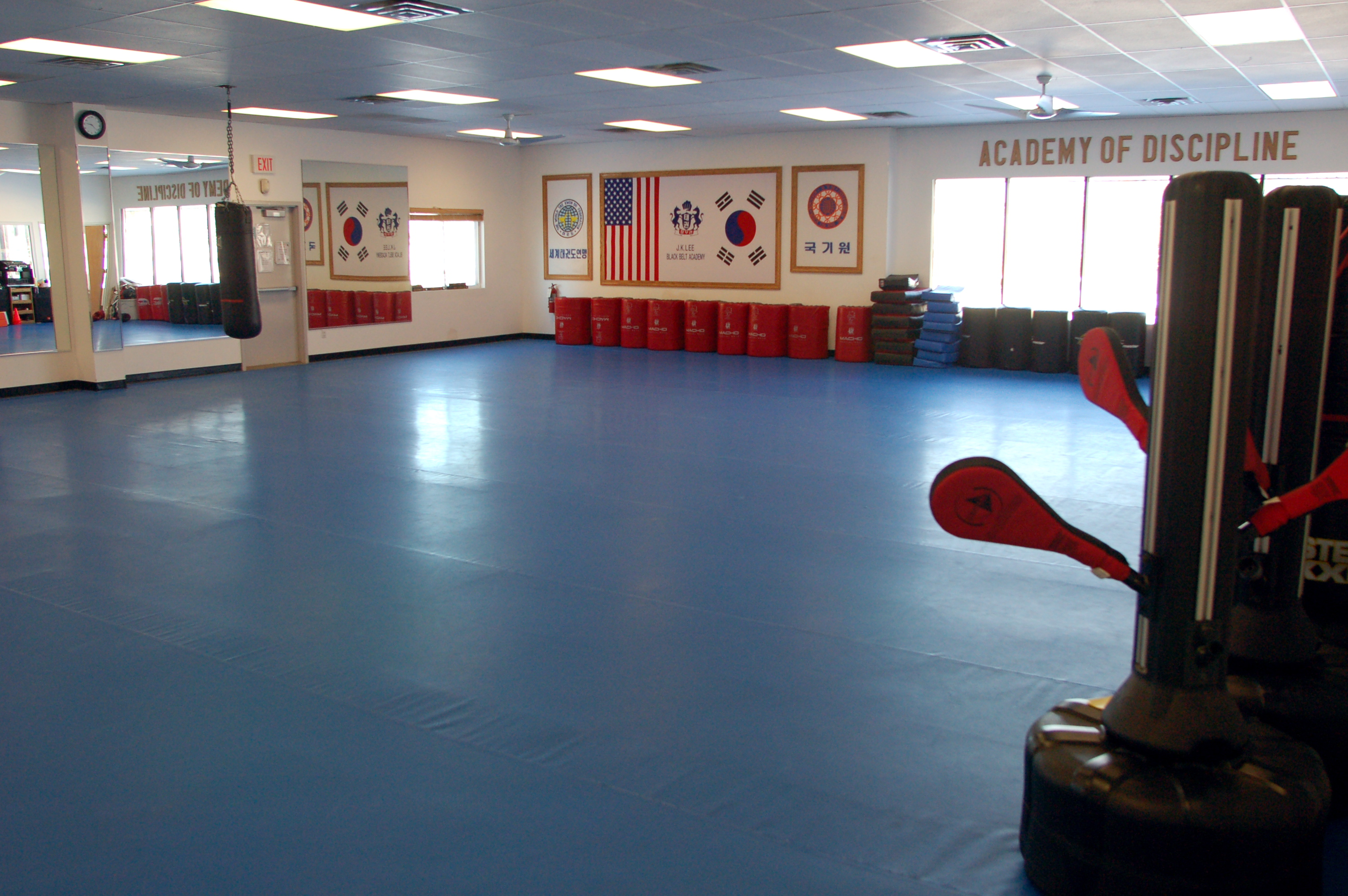
도장의 예

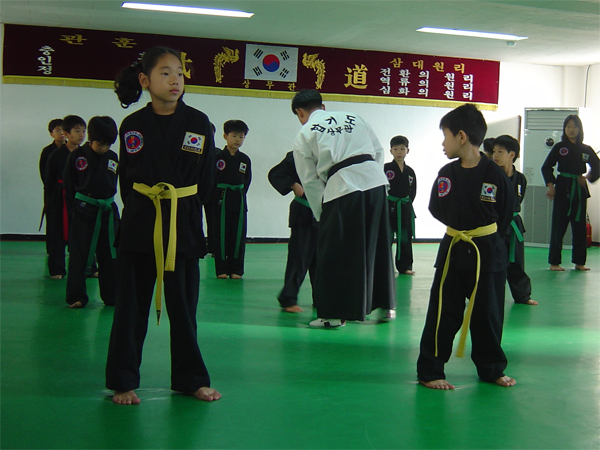
도장에서 훈련하는 한국 어린이들

도장은 태권도, 당수도, 국술원, 합기도 등 한국 무술에서 사용하는 정식 수련장을 일컫는 용어이다. 일반적으로 무술을 배우는 학생들이 훈련, 시험 및 기타 관련 만남을 진행하는 공식적인 모임 장소로 간주된다.